# Хярма, Мийна
Мийна Хярма (эст. Miina Härma; до 1935 года — Мийна Херман; 9 февраля 1864 — 16 ноября 1941) — эстонский композитор, органист, хоровой дирижёр.

## Жизнь и творчество
Мийна Хярма родилась в семье учителя и музыканта. Ходила в школу в Тарту. Начиная с 15 лет брала уроки игры на фортепиано и композиции у эстонского композитора и литератора Карла Августа Хермана (не родственника).
С 1883 по 1890 год Мийна Хярма училась в Санкт-Петербургской консерватории органу (у Луи Гомилиуса) и композиции. После окончания учёбы она осталась в Санкт-Петербурге. Там она работала учительницей музыки и органисткой. Выступала с концертами и за рубежом.
В 1894 году вернулась в Тарту. Там работала органисткой и основала престижный смешанный хор (с 1920 года «Miina Hermanni Lauluseltsi segakoor»).
С 1903 по 1915 год жила в Кронштадте, где в основном работала музыкальным педагогом. Во время Первой мировой войны она переехала обратно в Тарту. В 1917 году она стала учительницей музыки в женской гимназии, где проработала до 1929 года. Одновременно была главным редактором ежемесячного журнала «Eesti Muusika Kuukirja» и председателем «Тартуской ассоциации музыкального искусства» (эст. Tartu Helikunsti Selts). В 1919 году вместе с другими музыкантами основала Высшую музыкальную школе в Тарту. В 1939 году она была избрана почётным доктором Тартуского университета и стала почётным профессором Таллиннской консерватории.
Мийна Хярма жила в Тарту вплоть до своей смерти. Похоронена на кладбище Раади. В 1965 году эстонский скульптор Александр Эллер установил на её могиле надгробный памятник из гранита.

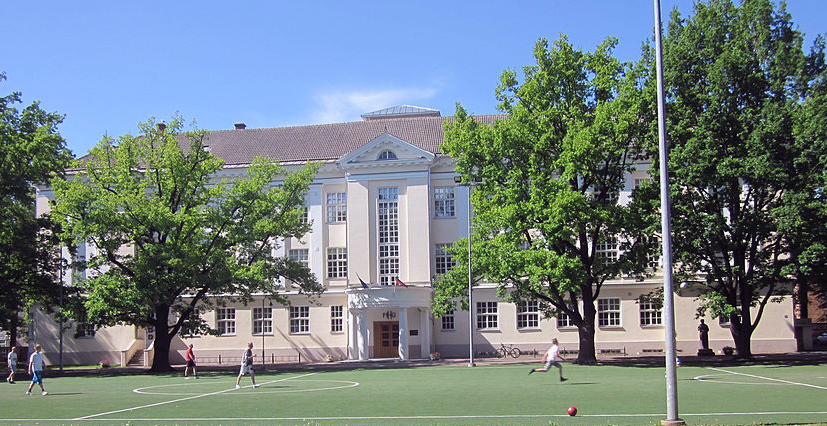
гимназия имени Мийны Хярма

Женская гимназия в Тарту (улица Яана Тыниссона, 3), где с 1917 года преподавала Мийна Хярма, с 1964 года носит её имя. В 1984 году был перед гимназией был установлен её памятник. В 2014 году была выпущена памятная монета евро Эстонии, посвящённая 150-летию со дня рождения Мийны Хярма.
Вошла в составленный в 1999 году по результатам письменного и онлайн-голосования список 100 великих деятелей Эстонии XX века.

## Музыкальные произведения
Мийна Хярма известна не только как органистка и активная участница музыкальной жизни Эстонии, но и прежде всего как прежде всего как руководительница хора на Эстонских праздниках песни и как композитор. Она написала около 200 хоровых произведений, отличающихся лирическим тоном. Кроме того, она написала три книги песен для хоров, десять каватин, кантату «Калев и Линда» (1895), несколько известных обработок народных песен и зингшпиль «Murueide tütar» (1902).

## Увековечение памяти
Именем Мийны Хярма названа улица и пешеходный мост в таллинском районе Ласнамяэ.